# Jesse Chambers
Jesse Chambers es un personaje ficticio que aparece en los cómics estadounidenses publicados por DC Comics. Chambers, quien primero usó el nombre de superheroína Jesse Quick luego Liberty Belle, es la hija de los héroes de la Edad Dorada Johnny Quick y Liberty Belle. Ella heredó los poderes de ambos padres.
Una versión de Jesse Chambers rebautizada como Jesse Wells apareció como un personaje recurrente en la serie de televisión The CW The Flash interpretada por Violett Beane. Esta versión era la hija de la contraparte de la Tierra-2 de Harrison Wells.

## Biografía del Personaje

### El origen y el comienzo de su carrera
Con las esperanzas de crear a un sucesor, Johnny Quick le enseñó la fórmula que le dio su velocidad a su hija Jesse. La fórmula también funcionó en Jesse y ella obtuvo supervelocidad. Contrariamente a lo que su padre había pensado, sin embargo Jesse optó por continuar su educación, en vez de volverse una luchadora contra el crimen disfrazada. 
Mientras Jesse estaba estudiando en la Universidad de Gotham, los primeros superhéroes de la que sus padres habían sido sus compañeros, la Sociedad de la Justicia de América, resurgió, después de una ausencia larga. Naturalmente, su tema de la tesis se volvió " El Impacto de Superhéroes en la Sociedad" y ella empezó a seguir a los héroes que regresaron, catalogando sus aventuras. Cuando su padre le pidió que entregara algunos documentos a la Sociedad, ese encuentro que ayudara al equipo como Jesse Quick, manteniendo el sueño de su padre de ser una luchadora contra el crimen finalmente. 
Durante ese tiempo fue que ella se reunió con Wally West, Flash, quien le preguntó después si ella sería su reemplazo, si algo le pasara a él. Eso fue un plan detallado en parte, intentando forzar a Bart Allen, Impulso, tomar su papel más en serio en el legado de Flash, y ser el sucesor de Wally. Aunque ella se sentía traicionada, ella terminaría salvando su vida, aunque su pierna se lastimó en el proceso. Cuando Wally volvió de la mítica Fuerza de la Velocidad, sanó su pierna, y la anterior decepción fue principalmente perdonada, pero no olvidada. 
Cuando poco después, Jesse perdió su velocidad, la persona que ella culpó fue a Wally quien había estado usando las energías de la Fuerza de Velocidad directamente en lugar de atravesarla simplemente como los otros velocistas hicieron. De hecho resultó ser el villano Savitar fue la causa, después de haber desunido su conexión con la Fuerza de la Velocidad, así como a múltiples velocistas. No obstante, Wally escogió a una Jesse sin poderes para acompañarlo a la guarida de Savitar dónde ella tuvo éxito en recobrar sus poderes. Durante la siguiente batalla con Savitar, su padre dio la vida para proteger a su hija de las fuerzas de Savitar y fusionándose con la Fuerza de la Velocidad. Aunque Wally triunfo finalmente contra el villano, Jesse se fue para lamentar a su padre.

### Titanes
Jesse aceptó el cargo de manejar la corporación de su padre, las Empresas Quickstart, también operaba como Jesse Quick, incluso se unión como miembro de los New Titans para detener una amenaza nuclear. Cuando los Titanes estaban pasando por una reorganización, Wally, un miembro fundador, Jesse la seleccionó para unirse a la lista, esperando aliviar sus viejas heridas. Después de rechazar la oferta inicialmente, ella se unió a los Titans al final, pero solo estuvo en el equipo durante un tiempo corto, sintiéndose ella misma la segunda mejor después de Wally. 
Fue Nightwing, otro miembro fundador quien persuadió a Jesse para regresar a los Titanes. Después, Jesse también se involucró en un misterio de asesinato que involucró a su propia madre Libby Lawrence. La víctima era Philip Geyer que fue el novio de Libby y una investigación siguiente por los Titanes no sólo reveló a la asesina, pero también un romance seguido entre Philip y Jesse que habían contribuido a su muerte. Aunque Jesse intentó reconciliarse con su madre, la inconsolable Libby encontró difícil de perdonar a su hija, aunque ella lo hizo aparentemente, como en apariciones más tarde, los dos habían regresado a su relación amistosa. Los Titanes fueron disueltos más tarde después, como dos de los miembros del equipo murieron en un ataque por un villano Superman robot.

### Sin Poderes
Siguiendo a la disolución del equipo, Jesse se avocó a sus responsabilidades de las Empresas Quickstart. Cuando Wally necesitó la ayuda después para derrotar al villano Zoom, Jesse le prestó una porción de sus habilidades especiales, aumentando la velocidad de Wally temporalmente para que él se moviera más rápido que la luz, pero dejándola sin poderes e incapaz recordar la fórmula. Aunque Wally sabía la fórmula, ella le dijo que no se la recordara, mientras recordándole que él le había dicho antes que ella necesitó reducir su velocidad de cualquier manera. 
Desde entonces, ella tomo una nueva posición como la gerente comercial para una recién reformada Sociedad de la Justicia de América. Jesse fue afectada por la desaparición de Rick Tyler, el miembro de la JSA conocido como Hourman con quien ella había crecido íntimamente, pero él regresó subsecuentemente. Una reunión entre los dos no se ha mostrado, aunque ella se encontró a la JSA cuando ellos pudieron rescatar a su madre quien había regresado a su papel de Liberty Belle, pero cuyos poderes habían estado fuera de control. En esa misma aventura, madre e hija se reconciliaron.

### Un Año Después
A partir de Justice Society of America (vol. 3) N° 1, Jesse se ha vuelto un miembro de la Sociedad de la Justicia, llevando el legado de su madre como la nueva Liberty Belle. Ella está casada ahora con Hourman.

### The Flash: Rebirth
Jesse Recupera sus superpoderes de velocidad cuando Barry Allen se recupera y sale de la fuerza de la velocidad para detener al primer Flash reverso, por lo que al salvar de morir a Irey West por culpa de la Speedforce (Fuerza de Velocidad), el cual al recordar la fórmula de la supervelocidad de espacio y tiempo, que nunca pudo recordar y que fue la evidencia de la pérdida de sus superpoderes, va con Irey y se unen a los otros supervelocistas en rumbo a detener a Eobard Thawne, el Profesor Zoom original de la edad de plata, quien regresó de la muerte para vengarse del segundo Flash (Barry Allen), y entonces, va en búsqueda de los otros velocistas pero con un traje idéntico al de su padre, Johnny Quick.

## Poderes y habilidades
Al igual que su padre, Jesse tiene poderes de vuelo y velocidad acelerada, resultado del estado mental logrado a partir de la visualización de la fórmula de velocidad: 3X2 (9YZ) 4A. Sus poderes están vinculados a Speed Force. También tiene la superfuerza de su madre, lo que le permite levantar grandes pesos, como un automóvil, con facilidad. Al igual que con su madre, el mecanismo de su superfuerza permanece sin explicación, lo que irritó a su padre. Ella atribuye sus poderes a un "mantra" como la fórmula utilizada por su padre para desbloquear su velocidad. Ella también tiene una resistencia sobrehumana, reacciones / reflejos sobrehumanos y una agilidad sobrehumana. Se cura mucho más rápido que un humano normal, por lo que tiene una súper curación.

## En otros medios

### Televisión

#### Arrowverso
- Jesse Quick aparece en The Flash, interpretada por Violett Beane.[4] Nativa de Tierra-2, Jesse Chambers Wells (apodada "Jesse Quick") es la hija de Harry Wells (Tom Cavanagh), y Hunter Zolomon / Zoom la retiene a principios de la segunda temporada, lo que obliga a su padre a viajar a la Tierra-1 para formar equipo con Barry Allen / The Flash (Grant Gustin) y sus amigos. Más adelante en la temporada, rescatan con éxito a Jesse de Zoom, y durante un intento de recrear el accidente original de Flash para restaurar sus poderes, ella está bañada en energía de materia oscura. Barry puede usar la Fuerza de la Velocidad para sacar a Jesse de su coma, y no parece manifestar ninguna habilidad especial. Después de que Zoom es derrotado en el final de la temporada dos, Jesse regresa a Tierra-2 junto a su padre. Regresa en la tercera temporada como velocista. Su supervelocidad despertó debido a los efectos retardados de la materia oscura, y su padre duda sobre su deseo de convertirse en superhéroe. Finalmente, se convence después de que Jesse ayuda a Flash a derrotar a Magenta, le da a Jesse un nuevo disfraz y decide que los dos deberían quedarse en Tierra-1 por un tiempo para que Barry le enseñe a Jesse más sobre sus poderes[5][6] Finalmente, Jesse regresa a su mundo con su padre para ayudar a protegerlo, esencialmente convirtiéndose en un Flash con el nombre de "Jesse Quick", para restaurar la esperanza después de que Zoom haya empañado el nombre de Flash en la Tierra-2 cuando se hizo pasar por una máscara bajo la identidad. Más tarde, regresa para solicitar ayuda al Equipo Flash ya que su padre ha sido capturado por Grodd y está cautivo en Gorilla City. Después de ser rescatado, Jesse decide quedarse con Wally West en Tierra-1. Cuando Wally queda atrapado en Speed Force, Jesse persigue a Savitar y descubre que es mortal después de que ella encuentra un punto débil en su armadura y lo debilita. Luego descubre que Savitar tiene planes para ella y deja Tierra-1 para que Tierra-3 se haga cargo de Jay Garrick mientras él está atrapado en Speed Force hasta que Jay sea liberado y Savitar sea derrotado. En la cuarta temporada, se revela que Jesse regresó a Tierra-2 después de la muerte de Savitar, y ella construye un equipo de superhéroes para combatir los restos de los seguidores de Zoom y otros criminales. Sin embargo, ella también rompe con Wally debido a sus preocupaciones. En "Enter Flashtime" se revela que su madre murió durante su primera infancia cuando Harry usa un dispositivo telepático para decirle por qué no puede superar la muerte de su esposa. Su destino se desconoce luego de los eventos de Crisis on Infinite Earths, que vio la destrucción de Tierra-2.

### Videojuegos
- En Injustice 2, Jesse Quick aparece en el final de Flash, cuando Barry corre hacia el final de la historia a través de Speed Force al que han alcanzado otros velocistas, incluida Jesse Quick, lista para ayudarlo a luchar contra una nueva y terrible crisis.